# Prostitución en Gambia

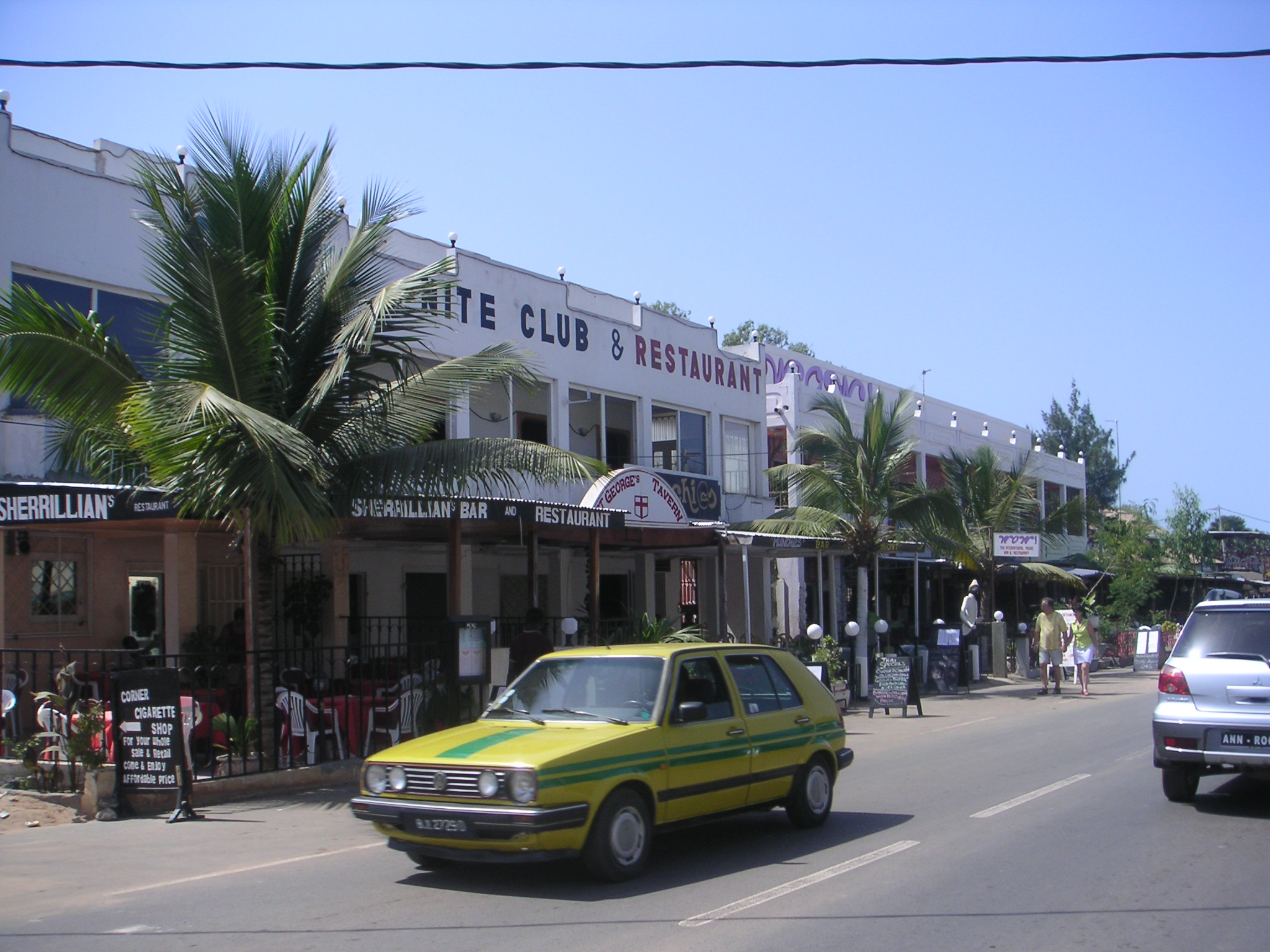
Imagen de la zona vacacional de Kololi, epicentro del turismo sexual en el país.

La prostitución en Gambia es ilegal, pero su actividad está muy extendida en el país. La mayoría de las 3 100 prostitutas que se calcula que hay en Gambia proceden de Sierra Leona, Liberia y Guinea. La prostitución se ejerce en la playa, en bares y hoteles de la costa. Lejos de estas zonas, se realiza principalmente en los bares de ciudades. Con frecuencia se hacen redadas y se deporta a las prostitutas extranjeras, si bien las mafias saben burlar las medidas preventivas y vuelven a colarlas en el territorio a los pocos días. La tasa de infección por VIH entre las prostitutas es alta.

## Turismo sexual
Gambia es un destino popular para el turismo sexual. Una de las zonas más populares es la "franja de Senegambia", la zona costera alrededor de Kololi, y a menudo se organiza a través de "vagabundos" locales. Su turismo sexual atrae a turistas occidentales en busca de relaciones sexuales con hombres más jóvenes. La Oficina de Turismo de Gambia planea cambiar la cara del turismo en el país y fomentar el turismo de naturaleza y patrimonio en lugar del sexual.

## Prostitución infantil
La prostitución infantil es un problema en Gambia. Para afrontar esta cuestión, el gobierno gambiano ha adoptado una postura activa abolicionista, si bien los registros indican que los esfuerzos dados no son suficientes. La situación se ve complicada por la pobreza económica del país, que ahoga a la población y empuja a muchas familias y a jóvenes a prostituir a sus hijos, o ellos mismos, para salir adelante.
Gambia ratificó la Convención de las Naciones Unidas sobre los Derechos del Niño el 3 de agosto de 1990, y la Carta Africana sobre los Derechos y el Bienestar del Niño en septiembre de 2000, que obliga al gobierno a proteger a los niños de los abusos sexuales. La principal legislación es la Ley de Delitos de Turismo de 2003, que define al niño como cualquier persona menor de dieciocho años, aunque la edad legal de consentimiento es de dieciséis años. La Ley de Turismo significa que cualquier persona empleada en el sector turístico comete un delito si ofrece favores sexuales a los clientes a cambio de dinero. El castigo puede ir desde una multa, una pena de prisión de un máximo de dos años e inhabilitación para trabajos relacionados con el turismo durante diez años.
La prostitución infantil está especialmente extendida en los alrededores de la Zona de Desarrollo Turístico, así como en Kololi, Senegambia y Pipeline. Algunas niñas son enviadas a la prostitución por sus padres para mantener a sus familias.
En Gambia, las niñas, y en menor medida los niños, son víctimas del tráfico sexual. Los niños de países de África Occidental, principalmente Senegal, Sierra Leona, Liberia, Ghana, Nigeria, Guinea, Guinea-Bissau y Benín, son reclutados para la explotación sexual comercial en Gambia. La mayoría de estas víctimas son sometidas a explotación sexual por turistas sexuales infantiles, principalmente británicos, alemanes, escandinavos, neerlandeses y canadienses. En los últimos años, los traficantes sexuales alojan cada vez más a los niños en residencias privadas fuera de las zonas turísticas comerciales de la capital, Banjul, lo que dificulta la detección del delito por parte de las fuerzas del orden. Al parecer, los traficantes han explotado a niños y niñas sierraleoneses como "bailarines culturales" en Gambia. Los observadores creen que las redes organizadas de tráfico sexual utilizan agencias de viajes europeas y gambianas para promover el turismo sexual infantil.

## Tráfico sexual
La Ley de Trata de Gambia de 2007 prohíbe la trata y los condenados pueden ser condenados a penas de prisión de hasta 50 años. Este país es origen y destino de mujeres y niños víctimas de la trata con fines sexuales. Mujeres, niñas y, en menor medida, niños son víctimas del tráfico sexual. Desde otros países del África Occidental son reclutadas forzosamente y llegan a Gambia víctimas de las mafias para ser explotadas comercialmente.
La Oficina de Vigilancia y Lucha contra la Trata de Personas del Departamento de Estado de los Estados Unidos clasificó en 2023 a Gambia como país de "nivel 2".